# Twilight in the Sierras
Twilight in the Sierras è un film del 1950 diretto da William Witney.
È un musical western statunitense con Roy Rogers, Dale Evans e Pat Brady.

## Produzione
Il film, diretto da William Witney su una sceneggiatura di Sloan Nibley, fu prodotto da Edward J. White, come produttore associato, per la Republic Pictures e girato nell'Iverson Ranch a Chatsworth in California.

## Colonna sonora
- Pancho's Rancho - scritta da Sid Robin e Foy Willing
- Twilight in the Sierras - scritta da Sid Robin e Foy Willing
- It's One Wonderful Day - scritta da Sid Robin e Foy Willing
- Rootin' Tootin' Cowboy - scritta da Jimmy Wakely

## Distribuzione
Il film fu distribuito negli Stati Uniti dal 22 marzo 1950 al cinema dalla Republic Pictures.
Altre distribuzioni:
- nelle Filippine il 29 aprile 1952
- in Brasile (Crepúsculo na Serra)
- in Cile (Sangre en la sierra)